# 크리스티안 모르텐센
크리스티안 모르텐센(Christian Mortensen)으로 알려진 토마스 피터 토르발드 크리스티안 페르디난드 모르텐슨(Thomas Peter Thorvald Kristian Ferdinand Mortensen, 1882년 8월 16일 ~ 1998년 4월 25일)은 미국 캘리포니아에 거주한 덴마크의 슈퍼센티네리언이었다. 그가 사망했을 때 그의 나이 115년 252일은 2012년 기무라 지로에몬이 그를 능가할 때까지 당시 확인된 가장 긴 남성 수명이었다. 모르텐센은 1882년 12월 26일 프루어링 교회에서 세례를 받았다. 그의 세례 기록 외에도, 다른 기록에는 1890년과 1901년 덴마크의 인구 조사와 1896년의 교회 확인이 포함된다.

## 같이 보기
- 슈퍼센티네리언
- 최장수인